# Bataille des Dunes, 14 juin 1658
Pour les articles homonymes, voir Bataille des Dunes.
La Bataille des Dunes, 14 juin 1658 est un tableau de Charles-Philippe Larivière, peint en 1837. Il s'agit de l'une des œuvres visibles dans la galerie des batailles, au château de Versailles, en France.

## Description
La Bataille des Dunes est une huile sur toile, de 4,65 m de haut sur 5,43 m de long. Elle représente une scène de la bataille des Dunes, en 1658.

## Localisation
L'œuvre est située dans la galerie des batailles, dans le château de Versailles. Les toiles de la galerie étant disposées par ordre chronologique, elle est placée entre celles représentant la bataille de Lens (1648) et le siège de Valenciennes (1677).

## Historique
En 1833, le roi Louis-Philippe, au pouvoir depuis trois ans, décide de convertir le château de Versailles en musée historique de la France. La galerie des batailles est inaugurée en 1837. Trente-trois toiles monumentales y sont disposées, dépeignant des épisodes militaires de l'histoire de France.
Charles-Philippe Larivière peint la toile en 1837.